# Ігор Тудор
Ігор Тудор (хорв. Igor Tudor, * 16 квітня 1978, Спліт) — хорватський футболіст, захисник, півзахисник, насамперед відомий виступами за «Ювентус» і національну збірну Хорватії.
Згодом — футбольний тренер.

## Клубна кар'єра
У дорослому футболі дебютував у 1995 році виступами за команду клубу «Хайдук» (Спліт), в якій провів три сезони, взявши участь у 56 матчах чемпіонату.
Своєю грою за цю команду привернув увагу представників тренерського штабу клубу «Ювентус», до складу якого приєднався у 1998 році. Наступні сім сезонів своєї ігрової кар'єри відіграв за цей клуб. За цей час двічі виборював титул чемпіона Італії, ставав володарем Кубка Інтертото.
Сезон 2005–06 провів в оренді у складі команди клубу «Сієна», після чого ще на один сезон повернувся до «Ювентуса».
Завершив професійну ігрову кар'єру у клубі «Хайдук» (Спліт), у складі якого вже виступав раніше. Прийшов до команди у 2007 році, захищав її кольори до припинення виступів на професійному рівні у 2008 році.

## Виступи за збірну
У 1997 році дебютував в офіційних матчах у складі національної збірної Хорватії. Протягом кар'єри у національній команді, яка тривала 10 років, провів у формі головної команди країни 55 матчів, забивши 3 голи.
У складі збірної був учасником чемпіонату світу 1998 року у Франції, на якому команда здобула бронзові нагороди, чемпіонату Європи 2004 року у Португалії, чемпіонату світу 2006 року у Німеччині.

## Тренерська робота
Завершивши виступи на футбольному полі, залишився у структурі сплітського «Хайдука», ставши у 2009 році асистентом головного тренера. З 2013 року очолив тренерський штаб сплітської команди. Пропрацював на цій позиції до початку 2015 року.
Влітку того ж 2015 року став головним тренером грецького клубу ПАОК, уклавши з ним трирічний контракт. Проте вже навесні 2016 року був звільнений через незадовільні результати команди.
Протягом 2016—2017 років працював у Туреччині — спочатку був головним тренером «Карабюкспора», а згодом майже рік очолював тренерський штаб «Галатасарая».
24 квітня 2018 року був призначений головним тренером італійського «Удінезе», в якому пропрацював лише до кінця сезону 2017/18. За цей час команда встигла провести лише чотири гри, здобувши дві перемоги і по разу програвши і зігравши унічию.
Утім результати його наступників на посаді головного тренера «Удінезе» також не задовільнили керівництво клубу, і вже у березні 2019 Тудора знову запросили очолити тренерський штаб команди з Удіне. Цього разу робота з командою з Удіне також виявилася нетривалою — в листопаді того ж року після низки незадовільних результатів хорватського тренера було знов відправлено у відставку.
У грудні 2019 року було оголошено, що Тудор повертається на тренерський місток сплітського «Хайдука», а 2 січня 2020 року він офіційно приєднався до рідного клубу. Утім вже у серпні того ж року, провівши на чолі «Хайдука» 18 ігор, в яких команда 9 разів виграла і 8 разів програла, пішов у відставку.
Тоді ж погодився на пропозицію Андреа Пірло стати його асистентом у тренерському штабі «Ювентуса».
| Дата       | Місто            | Господарі          | Результат | Гості              | Турнір                       | Голи | Примітки |
| ---------- | ---------------- | ------------------ | --------- | ------------------ | ---------------------------- | ---- | -------- |
| 15-11-1997 | Київ             | Україна            | 1 – 1     | Хорватія           | Відбір до ЧС 1998            | -    | 89'      |
| 22-4-1998  | Осієк            | Хорватія           | 4 – 1     | Польща             | товариський матч             | -    | 75'      |
| 29-5-1998  | Пула             | Хорватія           | 1 – 2     | Словаччина         | товариський матч             | -    | 70'      |
| 3-6-1998   | Рієка            | Хорватія           | 2 – 0     | Іран               | товариський матч             | -    | 46'      |
| 6-6-1998   | Загреб           | Хорватія           | 7 – 0     | Австралія          | товариський матч             | -    | 46'      |
| 20-6-1998  | Ленс             | Японія             | 0 – 1     | Хорватія           | ЧС 1998 - 1-й етап           | -    | 87'      |
| 30-6-1998  | Бордо            | Румунія            | 0 – 1     | Хорватія           | ЧС 1998 - 1/8 фіналу         | -    | 82'      |
| 11-7-1998  | Париж            | Нідерланди         | 1 – 2     | Хорватія           | ЧС 1998 - матч за 3-тє місце | -    | 85'      |
| 5-9-1998   | Дублін           | Ірландія           | 2 – 0     | Хорватія           | Відбір до ЧЄ 2000            | -    | 32' 63'  |
| 10-10-1998 | Та-Калі          | Мальта             | 1 – 4     | Хорватія           | Відбір до ЧЄ 2000            | -    |          |
| 14-10-1998 | Загреб           | Хорватія           | 3 – 2     | Північна Македонія | Відбір до ЧЄ 2000            | -    |          |
| 28-4-1999  | Загреб           | Хорватія           | 0 – 0     | Італія             | товариський матч             | -    | 69'      |
| 5-5-1999   | Севілья          | Іспанія            | 3 – 1     | Хорватія           | товариський матч             | -    |          |
| 9-10-1999  | Загреб           | Хорватія           | 2 – 2     | Югославія          | Відбір до ЧЄ 2000            | -    | 48' 62'  |
| 26-4-2000  | Відень           | Австрія            | 1 – 2     | Хорватія           | товариський матч             | -    | 86'      |
| 16-8-2000  | Братислава       | Словаччина         | 1 – 1     | Хорватія           | товариський матч             | -    | 46'      |
| 2-9-2000   | Брюссель         | Бельгія            | 0 – 0     | Хорватія           | Відбір до ЧС 2002            | -    | 90'      |
| 28-2-2001  | Рієка            | Хорватія           | 1 – 0     | Австрія            | товариський матч             | -    |          |
| 24-3-2001  | Осієк            | Хорватія           | 4 – 1     | Латвія             | Відбір до ЧС 2002            | -    | 64'      |
| 25-4-2001  | Вараждин         | Хорватія           | 2 – 2     | Греція             | товариський матч             | -    |          |
| 2-6-2001   | Вараждин         | Хорватія           | 4 – 0     | Сан-Марино         | Відбір до ЧС 2002            | -    |          |
| 6-6-2001   | Рига             | Латвія             | 0 – 1     | Хорватія           | Відбір до ЧС 2002            | -    |          |
| 15-8-2001  | Дублін           | Ірландія           | 2 – 2     | Хорватія           | товариський матч             | -    |          |
| 1-9-2001   | Глазго           | Шотландія          | 0 – 0     | Хорватія           | Відбір до ЧС 2002            | -    | 76'      |
| 6-10-2001  | Загреб           | Хорватія           | 1 – 0     | Бельгія            | Відбір до ЧС 2002            | -    |          |
| 12-10-2002 | Софія (місто)    | Болгарія           | 2 – 0     | Хорватія           | Відбір до ЧЄ 2004            | -    | 75'      |
| 12-2-2003  | Спліт            | Хорватія           | 0 – 0     | Польща             | товариський матч             | -    | 63'      |
| 29-3-2003  | Загреб           | Хорватія           | 4 – 0     | Бельгія            | Відбір до ЧЄ 2004            | -    | 77'      |
| 2-4-2003   | Вараждин         | Хорватія           | 2 – 0     | Андорра            | Відбір до ЧЄ 2004            | -    | 63'      |
| 6-9-2003   | Андорра-ла-Велья | Андорра            | 0 – 3     | Хорватія           | Відбір до ЧЄ 2004            | -    | 46'      |
| 11-10-2003 | Загреб           | Хорватія           | 1 – 0     | Болгарія           | Відбір до ЧЄ 2004            | -    | 38'      |
| 15-11-2003 | Загреб           | Хорватія           | 1 – 1     | Словенія           | Відбір до ЧЄ 2004            | -    |          |
| 19-11-2003 | Любляна          | Словенія           | 0 – 1     | Хорватія           | Відбір до ЧЄ 2004            | -    | 36', 59' |
| 31-3-2004  | Загреб           | Хорватія           | 2 – 2     | Туреччина          | товариський матч             | -    | 46'      |
| 28-4-2004  | Скоп'є           | Північна Македонія | 0 – 1     | Хорватія           | товариський матч             | -    | 58'      |
| 17-6-2004  | Лейрія           | Хорватія           | 2 – 2     | Франція            | ЧЄ 2004 - 1-й етап           | -    | 39'      |
| 21-6-2004  | Лісабон          | Хорватія           | 2 – 4     | Англія             | ЧЄ 2004 - 1-й етап           | 1    |          |
| 18-8-2004  | Вараждин         | Хорватія           | 1 – 0     | Ізраїль            | товариський матч             | -    |          |
| 4-9-2004   | Рейк'явік        | Хорватія           | 3 – 0     | Угорщина           | Відбір до ЧС 2006            | -    |          |
| 8-9-2004   | Гетеборг         | Швеція             | 0 – 1     | Хорватія           | Відбір до ЧС 2006            | -    |          |
| 16-11-2004 | Дублін           | Ірландія           | 1 – 0     | Хорватія           | товариський матч             | -    |          |
| 26-3-2005  | Загреб           | Хорватія           | 4 – 0     | Ісландія           | Відбір до ЧС 2006            | -    |          |
| 30-3-2005  | Загреб           | Хорватія           | 3 – 0     | Мальта             | Відбір до ЧС 2006            | 1    |          |
| 4-6-2005   | Софія (місто)    | Болгарія           | 1 – 3     | Хорватія           | Відбір до ЧС 2006            | 1    | 30'      |
| 17-8-2005  | Спліт            | Хорватія           | 1 – 1     | Бразилія           | товариський матч             | -    |          |
| 3-9-2005   | Рейк'явік        | Ісландія           | 1 – 3     | Хорватія           | Відбір до ЧС 2006            | -    | 60'      |
| 8-10-2005  | Загреб           | Хорватія           | 1 – 0     | Швеція             | Відбір до ЧС 2006            | -    |          |
| 12-10-2005 | Будапешт         | Угорщина           | 0 – 0     | Хорватія           | Відбір до ЧС 2006            | -    | кап.     |
| 1-3-2006   | Базель           | Хорватія           | 3 – 2     | Аргентина          | товариський матч             | -    | 87'      |
| 23-5-2006  | Відень           | Австрія            | 1 – 4     | Хорватія           | товариський матч             | -    |          |
| 28-5-2006  | Осієк            | Хорватія           | 2 – 2     | Іран               | товариський матч             | -    | 46'      |
| 7-6-2006   | Лансі            | Хорватія           | 1 – 2     | Іспанія            | товариський матч             | -    |          |
| 13-6-2006  | Берлін           | Бразилія           | 1 – 0     | Хорватія           | ЧС 2006 - 1-й етап           | -    | 90'      |
| 18-6-2006  | Нюрнберг         | Японія             | 0 – 0     | Хорватія           | ЧС 2006 - 1-й етап           | -    | 69'      |
| 22-6-2006  | Штутгарт         | Хорватія           | 2 – 2     | Австралія          | ЧС 2006 - 1-й етап           | -    |          |
| Усього     |                  | Матчів             | 55        |                    | Голів                        | 3    |          |

## Титули і досягнення

### Як гравця

#### Командні
- Чемпіон Італії (2):

«Ювентус»: 2001–02, 2002–03
- Володар Суперкубка Італії з футболу (2):

«Ювентус»: 2002, 2003
- Володар Кубка Інтертото (1):

«Ювентус»: 1999
- Бронзовий призер чемпіонату світу: 1998

#### Особисті
- 2001 - Футболіст року у Хорватії

### Як тренера
- Володар Кубка Хорватії (1):

«Хайдук» (Спліт): 2012–13